# Городнянський парк
Городня́нський парк — парк-пам'ятка садово-паркового мистецтва місцевого значення в Україні. Розташований у північно-західній частині міста Городня.
Площа 10 га. Статус присвоєно згідно з рішенням Чернігівського облвиконкому від 10.06.1972 року № 303; від 04.12.1978 року № 529; від 27.12.1984 року № 454; від 28.08.1989 року № 164. Перебуває у віданні: Городнянська міська рада.
Статус присвоєно для збереження парку дендрологічного типу.

## Галерея

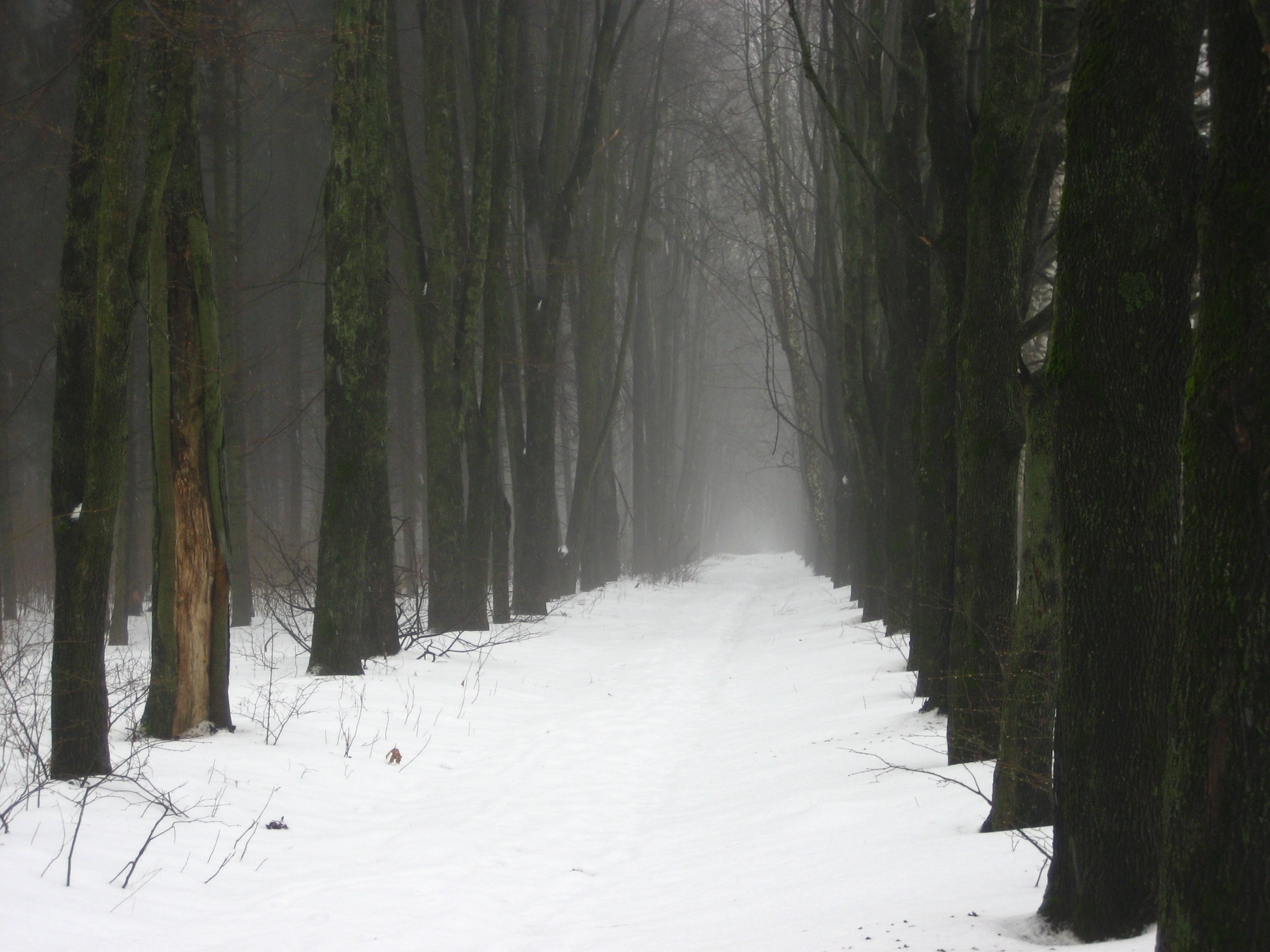
Стежки зимового дендропарку
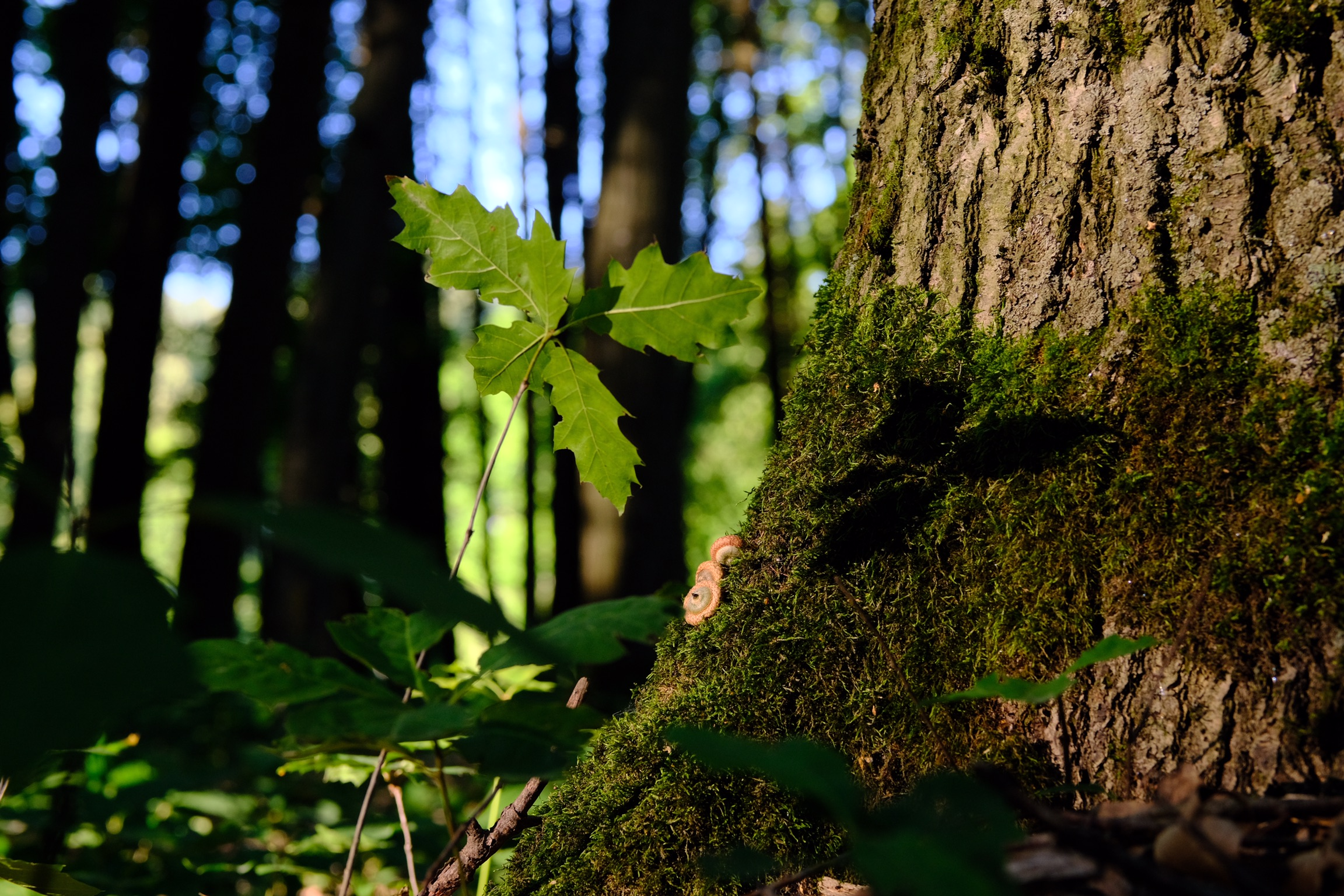
Мешканці
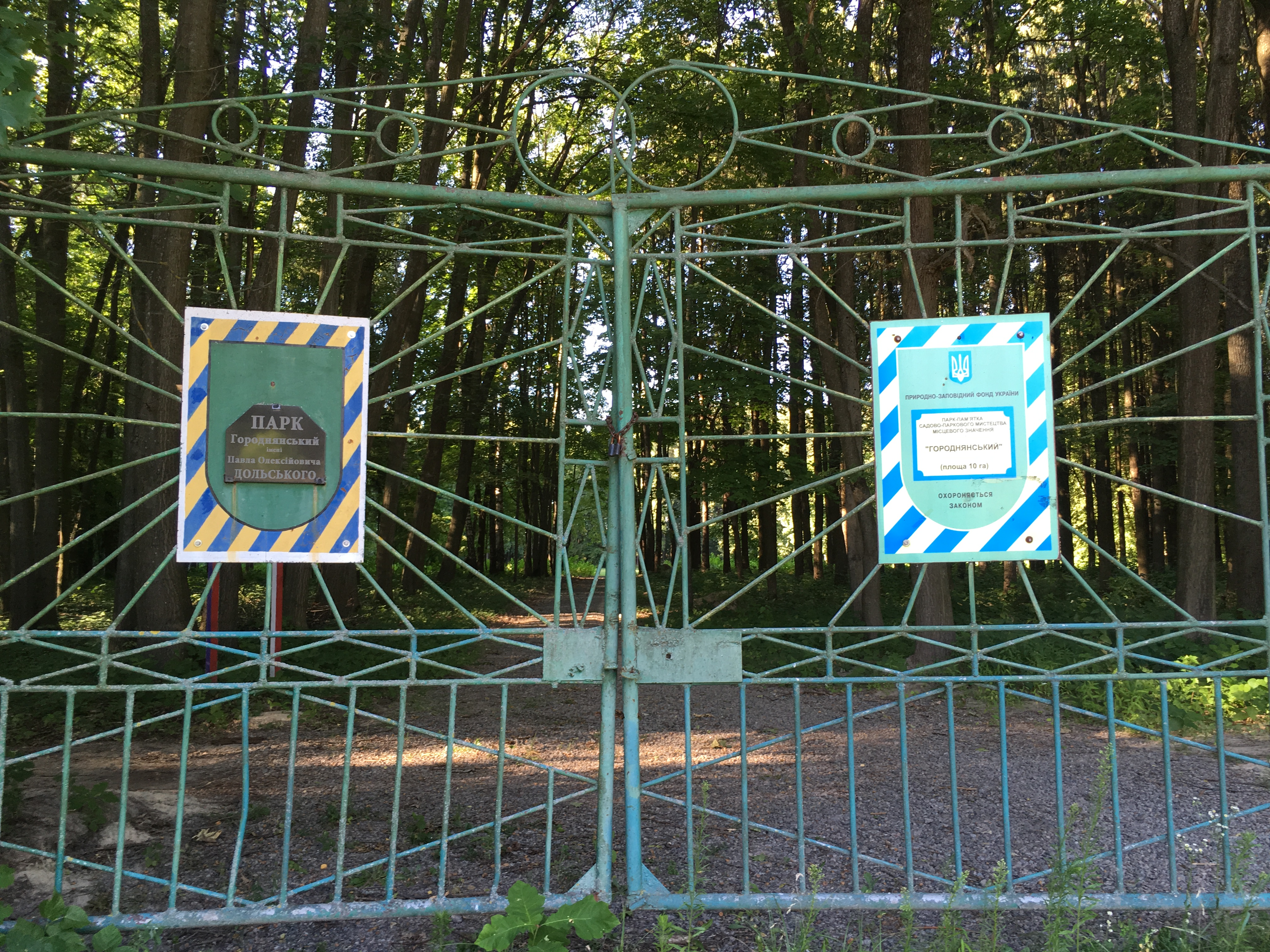
Вхід